# Chojnowianka Chojnów
Chojnowianka Chojnów – klub piłkarski reprezentujący miasto Chojnów.

## Historia
Klub Sportowy Chojnowianka powstał w 1946 roku. Jako jedyny klub piłkarski w Chojnowie ma już siedemdziesiąt siedem lat (2023). W tym czasie nazwa klubu ulegała zmianie kilkakrotnie. Pierwsze mecze rozgrywane były na stadionie Dolpakartu, w późniejszym czasie klub został przeniesiony na ul. Małachowskiego i tak zostało do dziś. We wcześniejszych latach zespół Chojnowianki walczył na różnych szczeblach ligowych. Największym sukcesem drużyny było występowanie na boiskach III ligi. Dużym sukcesem było zakwalifikowanie się do 1/16 Pucharu Polski w sezonie 1971/1972. Zespół przegrał jednak w rzutach karnych z pierwszoligową Polonią Bytom wynikiem 3:4. W sezonie 2000/2001 zespół spadł z IV ligi do ligi okręgowej, a w sezonie 2001/2002 do klasy A. Po roku zespół powrócił do ligi okręgowej. W sezonie 2007/2008 Chojnowianka wywalczyła awans do IV ligi. Po tym z funkcji trenera zrezygnował dotychczasowy szkoleniowiec Mirosław Zieleń, a jego miejsce zajął Romuald Kujawa. Trener jednak w czasie trwania rundy wiosennej IV ligi sezonu 2009/2010 kilka kolejek przed końcem rozgrywek zrezygnował, a jego funkcję przejął Marcin Rabanda.
W 2013 roku został powołany nowy zarząd w składzie : Małgorzata Członka – prezes, Krzysztof Rudziak wiceprezes, Jakub Grządkowski – sekretarz, Fabian Rudziak i Waldemar Michowski – członkowie zarządu.
23 czerwca 2022 r. został powołany nowy zarząd w składzie:
- Jakub Halikowski - Prezes Klubu
- Tomasz Halikowski - Wiceprezes
- Piotr Seheniewicz - Sekretarz
- Przemysław Tomaszewski - Skarbnik oraz Członek Zarządu ds Młodzieży
- Łukasz Romanek - Członek Zarządu ds Klubu

Komisja Rewizyjna została powołana w składzie: Zbigniew Susło, Andrzej Tracz, Jarosław Siwka

## Stadion
Informacje dotyczące stadionu:
- Długość boiska – 110 m
- Szerokość boiska: – 64 m
- Szerokość bramki: – 7,32 m
- Wysokość bramki: – 2,44 m

W 2006 roku odnowiono płytę główną stadionu oraz szatnie. W roku 2007 wybudowano przy bramie wjazdowej na stadion boisko ze sztuczną trawą i odnowiono kasę. W 2008 roku zostały wybudowane trybuny z plastikowymi krzesełkami na których może zasiąść ok. 800 osób, oraz postawiono klatkę dla kibiców gości. W tym samym roku (2008) zaczęto budowę boiska treningowego, na „placu zielonym” obok MOKSiR-u, ok. 30 m od stadionu. Boisko te będzie pełnić funkcje treningowe, a drużyny młodzieżowe będą na nim rozgrywały mecze.

## Trenerzy
- 2000/2001 – Janusz Rączka
- 2001/2002 – Ryszard Gadowski
- 2001/2002 – Janusz Cygan
- 2002/2003 – Tadeusz Podhorodecki
- 2003/2004 – Janusz Cygan
- 2004/2005 – 2007/2008 – Mirosław Zieleń, asystent Krzysztof Wylęgły
- 2008/2009 – Romuald Kujawa
- 2009/2010 – Romuald Kujawa
- 2010/2011 – Marcin Rabanda
- 2013 – Andrzej Słowakiewicz
- 2013 – Rafał Kryszczuk
- 2014 – Arkadiusz Paluch
- 2015 – Gadzinowski
- 2016 – Bartosz Szymczyk
- 2017 – Marcin Rabanda
- 2018 – Patryk Górecki
- 2019 – Zbigniew Grzybowski[potrzebny przypis]
- 2021 – Mirosław Zieleń